# Powiat tarnopolski (Galicja)
Powiat tarnopolski – dawny powiat kraju koronnego Królestwo Galicji i Lodomerii, istniejący w latach 1867–1918.
Siedzibą c.k. starostwa był Tarnopol. Powierzchnia powiatu w 1879 roku wynosiła 10,79 mil kw. (620,86 km²), a ludność 91 417 osób. Powiat liczył 88 osad, zorganizowanych w 78 gmin katastralnych.
Na terenie powiatu działał 1 sąd powiatowy – w Mikulińcach.

## Starostowie powiatu
- Rudolf Kanne (1871)
- Eugeniusz Lachowski (1879)
- Alfred Madurowicz (1882[potrzebny przypis], 1887[1], 1888[2], 1889[3])

## Komisarze rządowi
- Johann Jahner, wzgl. Jan Jahner (1871–1879)
- Jan Orobkiewicz, Emil Glenicki (1882)
- Bolesław Studziński (1892[4])